# Tisserin des Usambara
Ploceus nicolli
Espèce
Statut de conservation UICN

 NT C2a(i) : Quasi menacé
Le Tisserin des Usambara (Ploceus nicolli) est une espèce de passereaux appartenant à la famille des Ploceidae, endémique de Tanzanie.
Son épithète spécifique est attribué à Michael John Nicoll (en) (1880-1925).

## Habitat
Il vit dans les forêts sempervirentes de montagne. Il a aussi été observé dans des plantations, mais uniquement en présence d'arbres matures.

## Répartition et sous-espèces
Selon la classification de référence du Congrès ornithologique international (15.1, 2025) :
- P. n. nicolli Sclater, WL, 1931 — monts Usambara ;
- P. n. anderseni Franzmann, 1983 — monts Uluguru et Udzungwa.